# 酸沼木乃伊

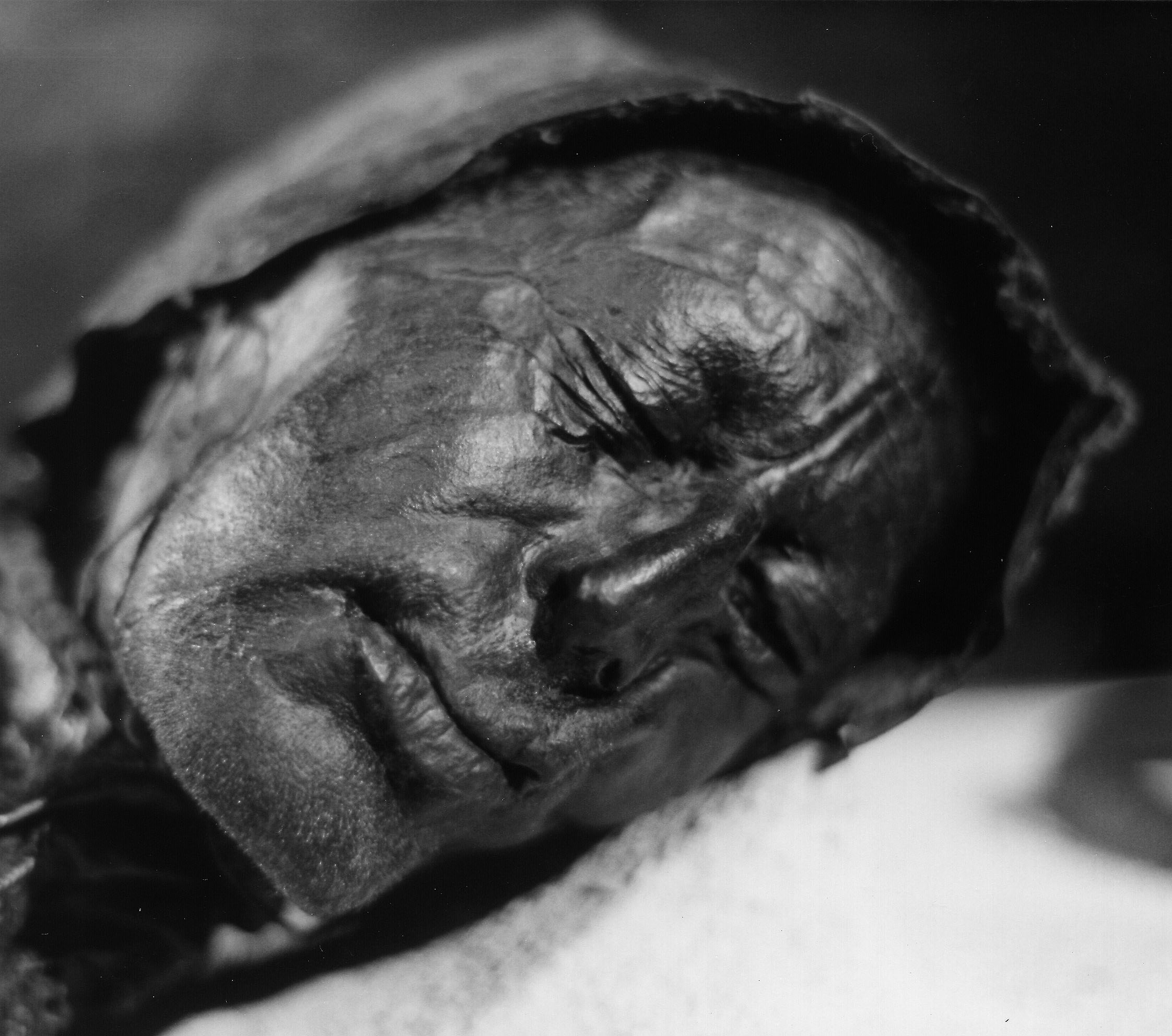
著名的酸沼木乃伊之一 : 圖倫男子

酸沼木乃伊（英語：Bog body），又稱沼澤木乃伊、沼澤人、濕地遺體，是指在酸沼中自然木乃伊化的人類屍體。目前被發現的數具酸沼木乃伊來自全球各地，年代從西元前8000年至第二次世界大戰期間皆有。其共通點是它們都在酸沼中被發現，並被部分保存。個體間的保存程度差異很大，從完整保存到僅剩骨骼。
由於強酸性水質，低溫和缺氧的特殊環境，使酸沼木乃伊呈現表皮黑化，內臟與皮膚保存完好的狀態。但酸沼中的酸性物質會溶解磷酸鈣，所以骨骼通常無法留下。

## 形成原因
酸沼木乃伊是自然形成，而非人為製造的木乃伊。沼澤提供極度酸性的環境，其中存在高濃度的有機酸和醛。泥炭蘚和泥炭層將身體組織隔絕在防水，低氧的空間裡，達到防腐的作用。酸沼環境的另一個特點是能夠保存屍體的頭髮，衣服和皮革製品。目前發現的沼澤木乃伊大多有局部腐爛，或是保存狀況差的現象。當它們暴露在正常大氣中會迅速分解，許多個體因而損毀。截至1979年，發現並成功保存的標本數量為53具。

## 發現
自鐵器時代，人類就開始從沼澤中採集泥炭作為燃料來源。歷史上第一具有記載的酸沼木乃伊發現於1640年的德國荷斯坦。其後的18-19世紀，也有多起發現。此時期的發現者通常會將酸沼木乃伊移出，並為其進行隆重的基督教葬禮。
自19世紀以來，人們開始將酸沼木乃伊視為有價值的古文物，許多已安葬的酸沼木乃伊被重新挖出並送入博物館。20世紀初現代考古學興起，考古學家開始有意識的挖掘和研究酸沼木乃伊。

## 著名的酸沼木乃伊
- 巴克斯登人（英语：Bocksten Man） : 年代約西元1290-1430年，1936年發現於瑞典瓦爾貝里市。
- 布里慕斯遺體（英语：Borremose Bodies） : 兩具遺體，年代分別為西元前400年和西元前700年，1940年代發現於丹麥喜瑪蘭島（英语：Himmerland）。
- 卡舍爾人（英语：Cashel Man） : 年代約西元前2000年，2011年發現於愛爾蘭萊伊什郡，是現今發現最古老的酸沼木乃伊。
- 哈蘭公墓（英语：Cladh Hallan mummies）的木乃伊 : 年代約西元前1600-1300年，2001年發現於蘇格蘭南尤伊斯特島。
- 克羅尼卡文人（英语：Clonycavan Man） : 年代約西元前392-201年，2003年發現於愛爾蘭米斯郡。
- 大沼地女孩 : 年代約西元前764-515年，2000年發現於德國烏特。
- 格勞巴勒人（英语：Grauballe Man） : 年代約西元前290年，1952年發現於丹麥日德蘭半島。
- 哈思嘉女人（英语：Haraldskær Woman） : 年代約西元前490年，1835年發現於丹麥日德蘭半島。
- 林道人 : 年代約西元前2-西元119年，1984年發現於英格蘭柴郡。
- 古克羅坎人（英语：Old Croghan Man） : 年代約西元前362-175年，2003年發現於愛爾蘭奧法利郡。
- 圖倫男子 : 年代約西元前400年，1950年發現於丹麥日德蘭半島。
- 韋爾丁厄人（英语：Weerdinge Men） : 年代約西元前160-220年，1904年發現於荷蘭德倫特省。
- 溫德比女孩（英语：Windeby I） : 年代約西元前41年-西元118年，1952年發現於德國什勒斯維希-霍爾斯坦。
- 亞迪爾女孩 : 年代約西元前170年-西元230年，1897年發現於荷蘭亞迪爾（英语：Yde）。